# Piaseczno (gromada w powiecie lubartowskim)
Piaseczno – dawna gromada, czyli najmniejsza jednostka podziału terytorialnego Polskiej Rzeczypospolitej Ludowej w latach 1954–1972.
Gromady, z gromadzkimi radami narodowymi (GRN) jako organami władzy najniższego stopnia na wsi, funkcjonowały od reformy reorganizującej administrację wiejską przeprowadzonej jesienią 1954 do momentu ich zniesienia z dniem 1 stycznia 1973, tym samym wypierając organizację gminną w latach 1954–1972.
Gromadę Piaseczno siedzibą GRN w Piasecznie utworzono 1 stycznia 1960 w powiecie lubartowskim w woj. lubelskim z obszaru zniesionej gromady Rozpłucie Grabów oraz kolonii Rogóźno, Piaseczno, Uciekajka, Kobyłki i Szczecin ze zniesionej gromady Rogóźno w tymże powiecie.
1 stycznia 1969 gromadę zniesiono, włączając jej obszar do gromady Ludwin w tymże powiecie.